# 'Alisi Afeaki Taumoepeau
'Alisi Afeaki Taumoepeau là một chính trị gia người Tonga, người phụ nữ đầu tiên giữ chức vụ Nội các ở Tonga khi bà được bổ nhiệm làm Tổng chưởng lý và Bộ trưởng Bộ Tư pháp năm 2006.

## Sự nghiệp
Malia Viviena 'Alisi Nunia Taumoepeau học luật ở New Zealand, trở thành người phụ nữ Tonga đầu tiên có bằng cấp về ngành học này. Ban đầu, cô muốn học ngành y và toán nhưng không được nhận học bổng. Cô đã chuyển sang luật pháp theo đề nghị của cha cô, Muffima 'Afeaki. Khi trở về Tonga, cô làm việc tại Văn phòng Luật sư Crown trong vài năm. Đến năm 2004, cô đã trở thành luật sư của đất nước. Đồng thời, chồng của cô 'Aisea Taumoepeau cùng giữ các chức vụ của tổng chưởng lý và Bộ trưởng Bộ Tư pháp nhưng được yêu cầu từ chức. Cô cũng bị buộc phải từ chức bởi Thủ tướng Fatafehi Tuʻipelehake, sau sự hỗ trợ của công chức trong một cuộc đình công.
Khi Taumoepeau được bổ nhiệm làm tổng chưởng lý và Bộ trưởng Bộ Tư pháp năm 2006 , đây là lần đầu tiên một phụ nữ Tonga được trao cho cho một vị trí nội các trong Chính phủ Tonga.
Cô đã được yêu cầu từ chức chức vụ của mình bởi chính phủ Tonga, vào ngày 31 tháng 5 năm 2009. Sau khi từ chức, vai trò trước đây của cô đã bị chia làm hai, với John Cauchi kế nhiệm cô làm tổng chưởng lý, và Samiu Vaipulu trở thành Bộ trưởng Bộ Tư pháp mới. Vào thời điểm đó không có bình luận chính thức nhưng sau đó đã được báo cáo rằng đó là sau khi cô đánh lừa Nội các. Sau khi Cauchi từ chức từ chức tổng chưởng lý, cô đã đồng ý với cáo buộc của ông rằng cả hai đơn xin thôi việc sau khi Nội các can thiệp vào hệ thống pháp luật của đất nước.